# Lophodermella maureri
Lophodermella maureri är en svampart som beskrevs av Minter & Cibrián 1986. Lophodermella maureri ingår i släktet Lophodermella och familjen Rhytismataceae.   Inga underarter finns listade i Catalogue of Life.